# キャンディ・レーベル
『キャンディ・レーベル』（Candy Label）は、1977年9月1日にリリースされた、キャンディーズ9枚目のアルバムである。

## 内容
- LP帯コピー：全員注目! キャンディ・レーベル
- その年の7月17日、全国コンサートツアー「サマー・ジャック'77」の初日である日比谷野外音楽堂での公演のエンディングで、ランが「普通の女の子に戻りたい」と絶叫・号泣、キャンディーズは突然解散を宣言。その1か月半後に本作がリリースされた。
- 本編（30cmLP盤）と4曲入りコンパクト盤（17cmLP）の変則編成である（ジャケットは見開き式。帯は上から掛ける形状で、裏面はコンパクト盤を収納するスリーブと連なっている（このため、帯は厚紙で作られている）。CD-DA化の際には1枚に収録）。本編のA面は、当時ヒット中だったシングル「暑中お見舞い申し上げます」（1977.6.21）をはじめとするオリジナル5曲と洋楽のカバー1曲、B面は所属事務所の先輩双子デュオ、ザ・ピーナッツのカバーが収録されている。コンパクト盤はオリジナル3曲と洋楽のカバー1曲である。なお、アポロン音楽工業からリリースされた音楽テープには、コンパクト盤の楽曲は収録されていない。
- 2008年9月3日にリリースされたCD-BOX『キャンディーズ・タイムカプセル』に収納された紙ジャケット盤には、アルバム未収録であった15thシングル「アン・ドゥ・トロワ」（1977.9.21）、そのB面曲「ふたりのラヴ・ソング」の別MIX、さらに解散から20年後に発見された未発表曲で、「暑中お見舞い〜」の別作曲バージョン「暑中お見舞い申し上げます Part 2」がボーナス・トラックとして収録された。

## 曲目

### オリジナル盤

#### LP / Side-A
1. 気軽な旅
  - 作詞：喜多條忠、作曲：常富喜雄、編曲：馬飼野康二
2. 愛していればこそ
  - 作詞：千家和也、作曲・編曲：穂口雄右
3. ふたりのラヴ・ソング -All You Get from Love Is a Love Song-
  - 作詞・作曲：Steve Eaton、訳詞：森雪之丞、編曲：馬飼野康二
  - オリジナル歌唱：Steve Eaton、The Carpenters
  - 直後にシングル「アン・ドゥ・トロワ」のB面としてリカットされた。
4. オレンジの海
  - 作詞：喜多條忠、作曲・編曲：穂口雄右
  - 14thシングル「暑中お見舞い申し上げます」のB面曲。
5. ガラスの星
  - 作詞：喜多條忠、作曲・編曲：三木たかし
6. 暑中お見舞い申し上げます
  - 作詞：喜多條忠、作曲：佐瀬寿一、編曲：馬飼野康二
  - 14thシングル。郵政省（現・JP日本郵便）「暑中見舞い葉書（現在は通称『かもめ〜る』）」のCMソング。

#### LP / Side-B
いずれもオリジナル歌唱：ザ・ピーナッツ（#6は後に菅原洋一がカバーし、競作曲となった）
1. ふりむかないで
  - 作詞：岩谷時子、作曲：宮川泰、編曲：小六禮次郎
2. 明日になれば
  - 作詞：安井かずみ、作曲：宮川泰、編曲：高田弘
3. 恋のバカンス
  - 作詞：岩谷時子、作曲：宮川泰、編曲：高田弘
4. こっちを向いて
  - 作詞：秋元近史、作曲：宮川泰、編曲：小六禮次郎
5. 恋のフーガ
  - 作詞：なかにし礼、作曲：すぎやまこういち、編曲：小六禮次郎
6. 愛のフィナーレ
  - 作詞：なかにし礼、作曲：宮川泰、編曲：高田弘

#### コンパクト盤 / Side-A
1. キャンディ
  - 作詞：森雪之丞、作曲・編曲：馬飼野康二
2. キャンディ・ツイスト
  - 作詞：森雪之丞、作曲・編曲：馬飼野康二

#### コンパクト盤 / Side-B
1. キャンディ・サンデー
  - 作詞：喜多條忠、作曲・編曲：馬飼野康二
2. シュガー・キャンディ・キッス
  - 作詞・作曲：Wayne Bickerton・Tony Waddington、日本語詞：森雪之丞、編曲：馬飼野康二
  - オリジナル歌唱・楽曲：Mac & Katie Kissoon "Sugar Candie Kisses"

### キャンディーズ・タイムカプセル盤
1. 気軽な旅
2. 愛していればこそ
3. ふたりのラヴ・ソング -All You Get from Love Is a Love Song-（キャンディ・レーベル・ミックス・ヴァージョン）
4. オレンジの海
5. ガラスの星
6. 暑中お見舞い申し上げます
7. ふりむかないで
8. 明日になれば
9. 恋のバカンス
10. こっちを向いて
11. 恋のフーガ
12. 愛のフィナーレ
13. キャンディ
14. キャンディ・ツイスト
15. キャンディ・サンデー
16. シュガー・キャンディ・キッス（キャンディ・レーベル・ミックス・ヴァージョン）
17. アン・ドゥ・トロワ（ボーナス・トラック）
  - 作詞：喜多條忠、作曲：吉田拓郎、編曲：馬飼野康二
  - 15thシングル。
18. ふたりのラヴ・ソング -All You Get from Love Is a Love Song-（シングル・ミックス・ヴァージョン）（ボーナス・トラック。アルバム・バージョンと比べてフェード・アウトが遅い）
19. 暑中お見舞い申し上げます Part 2（ボーナス・トラック。メロディーが異なっている）
  - 作詞：喜多條忠、作曲：常富喜雄、編曲：馬飼野康二
  - 初収録作品は『CANDIES HISTORY 〜Best Selection Box 1973-1978〜』（1998.9.9）。
20. 暑中お見舞い申し上げます（オリジナル・カラオケ／メロディー入り）（ボーナス・トラック、初CD化）
21. 暑中お見舞い申し上げます（オリジナル・カラオケ／コーラス入り）（ボーナス・トラック）
22. アン・ドゥ・トロワ（オリジナル・カラオケ／メロディー&コーラス入り）（ボーナス・トラック、初CD化）
23. アン・ドゥ・トロワ（オリジナル・カラオケ／コーラス入り）（ボーナス・トラック）